# استینسون ۱۰۸
استینسون ۱۰۸ (به انگلیسی: Stinson_108) یک هواگرد ملخ‌پیشین تک‌موتوره از نوع شخصی ساخت شرکت Stinson Aircraft Company است. در مجموع، تعداد ۵٬۲۶۰ فروند از این هواگرد ساخته شده‌است.